# Prix Biguet
Le prix Biguet de l'Académie française est un prix de littérature, qui peut également récompenser un essai d'histoire, de sociologie ou de philosophie. Il s'agit d'un prix annuel, créé en 1976 par la Fondation Biguet.

## Liste des lauréats

### Années 1970
- 1977 - Auguste Rivière pour Le théâtre du Capitole 1542-1977
- 1978 :
  - Robert André pour Écriture et pulsions dans le roman stendhalien
  - François Archambault pour Quatre milliards de journaux
  - Jeanne Favret-Saada pour Les Mots, la Mort, les Sorts
  - Paulette Houdyer pour L'Affaire Caillaux ou Ainsi finit la Belle Époque
  - Jean de Wenger pour L'Europe, un destin voulu
  - André Zeller pour Soldats perdus des armées de Napoléon aux garnisons de Louis XVIII
- 1979 :
  - Georges Bessière pour Histoire de l'expédition chrétienne au royaume de Chine (1582-1610), par Matthieu Ricci et Nicolas Trigault
  - Jacques Berque pour L'intérieur du Maghreb (XVe – XIXe siècles)
  - Georges-Dominique Bo i Montegut pour Légendes populaires des villages du Roussillon
  - Norbert Calmels pour Rencontres avec Marcel Pagnol
  - Jean Fleury pour Les outils de l'Expression
  - Alain Jouffray pour Le Théâtre du Capitole (1542-1977)
  - Camara Laye pour Le Maître de la parole, Kouma-Lafôlô-Kouma
  - Georges Magnane pour Des animaux farouches
  - Paulette Patout pour Alfonso Reyes et la France (Klincksieck)
  - Frédéric Vitoux pour Céline (Grasset)
  - Odile Yelnik pour Jean Prévost : portrait d'un homme

### Années 1980
- 1980 :
  - Jean-Marie Benoist pour Chronique de décomposition du P.C.F.
  - Robert Bornecque pour Les Alpes
  - Maurice Bouvier-Ajam pour Dagobert
  - Victor-Henri Debidour pour L'Art de la Bretagne
  - François Gendron pour La Jeunesse dorée (épisode de la Révolution française)
  - Adalbert G. Hamman pour La vie quotidienne en Afrique du Nord au temps de saint Augustin
  - Philippe Joutard pour Les Cévennes : de la montagne à l'homme
  - François Moureau pour Dufresny, auteur dramatique
  - Jean-Yves Plancot pour La petite Fouquet
  - Georges Poisson pour L'Élysée : Histoire d'un palais (de la marquise de Pompadour à Valéry Giscard d'Estaing)
  - Michel Raclot pour La vie d'une campagne au siècle dernier
  - Dominique-Albine Vigroux pour Profil d'une œuvre. Une analyse critique de Topaze de Pagnol
- 1981 :
  - Ginette Augier pour Les demeures de Joë Bousquet
  - Jacques Baeyens pour Sabre au Clair
  - Jean Boissel pour Gobineau
  - Henry Dauberville pour Sacha Guitry. Souvenirs
  - Louis Doucet pour Quand les Français cherchaient fortune aux Caraïbes
  - Jean Guilaine pour La France d'avant la France. Du Néolithique à l'âge de fer
  - Ginette Guitard-Auviste pour Paul Morand
  - Guy Ikni, Jean-Dominique de La Rochefoucauld et Claudine Wolikow pour Le duc de La Rochefoucauld-Liancourt (1747-1827)
  - Michel Lelièvre pour Chateaubriand polémiste
  - Jean de Mutigny pour Victor Hugo et le spiritisme
  - Renée Richer pour L'itinéraire de Georges Théotoka
  - Olivier Todd pour Un fils rebelle
  - Serge Tolstoï pour Tolstoï et les Tolstoï
- 1982 :
  - Jean-Paul Amunatégui et Serge Bramly pour Le livre des dates 1300-1700. De la Renaissance à l'âge classique
  - Arnaud d'Antin de Vaillac pour Pou Yi, le dernier Empereur de Chine
  - Louis d'Armagnac del Cer pour Les vieux noms de France
  - Liliane Crété pour La vie quotidienne en Californie au temps de la ruée vers l'or (1848-1856)
  - Marc Donadille pour Puissantes racines
  - François-Gaston Lavagne pour Balanciers-Etalonneurs. Leurs marques, leurs poinçons
  - J.-A. Grégoire pour 50 ans d'automobile
  - Jean-Pierre Gutton pour Domestiques et serviteurs dans la France de l'ancien régime
  - Giulia Papoff pour André Chamson témoin des années sombres
  - Frédéric Pottecher pour Les grands procès de l'Histoire
  - Robert Quatrepoint pour Terres d'Égée
  - François de Vaux de Foletier pour Les bohémiens en France au XIXe siècle
  - Roger Verdegen pour Extraordinaire canyon et merveilleux Verdon
  - Frédéric Vitoux pour Mes îles Saint-Louis (Hachette Littérature)
- 1983 :
  - Marc Angenot pour La parole pamphlétaire
  - Célia Bertin pour La dernière Bonaparte, Marie Bonaparte, Princesse
  - Georges Cerbelaud-Salagnac pour Ces gens qu'on appelle Français
  - Gérard Dédéyan pour Histoire des Arméniens
  - Dominique Desanti pour Sacha Guitry, 50 ans de spectacle
  - Roger Duchêne pour Madame de Sévigné ou la chance d'être femme
  - Christian Genty pour Histoire de Théâtre national de l'Odéon
  - Yves-Marie Hilaire pour Histoire du Nord Pas-de-Calais de 1900 à nos jours
  - Philippe Levillain pour Boulanger, fossoyeur de la monarchie
  - Paul-Antoine Lota pour Corsaire et Para
  - René Patris d'Uckermann pour Ernest Hébert
- 1984 :
  - Marc Andry pour Chère Colette
  - Félix Bonafé pour Le cardinal Morlot, une vie - une époque
  - Paul Gaujac pour La bataille et la libération de Toulon. 18 au 28 août 1944
  - Jacques Gourgueron pour Poivres
  - Arlette Higounet-Nadal pour Histoire du Périgord
  - Jean-Claude Lamberti pour Tocqueville et les deux démocraties
  - Bernard Quilliet pour Christine de Suède, un roi exceptionnel
  - Michèle Sarde pour Regard sur les Françaises
- 1985 :
  - Jacques Barbary de Langlade pour Brummel ou le prince des dandys
  - Robert Capia pour Poupées
  - Patrick Chalmel pour Biologie actuelle et philosophie thomiste
  - Madeleine Chapsal pour Envoyez la petite musique...
  - Jacques Fassola pour Bali, jardins des immortels
  - René Guerdan pour Corneille ou la vie méconnue du Shakespeare français
  - Pierre Montagnon pour La guerre d'Algérie. Genèse et engrenage d'une tragédie
  - Paul Mourousy pour Raspoutine
  - Charles-Otto Zienseniss pour Le Congrès de Vienne et l'Europe des Princes
  - Vladan Radoman pour Le Ravin
  - Clémence Ramnoux pour Études présocratiques. Études mythologiques ou De la légende à la sagesse
  - Jacqueline Sabatier pour Figaro et son maître. Les domestiques au XVIIIe siècle
  - Pierre Vilbreau pour Je cherche un livre
  - Françoise Xénakis pour Zut, on a encore oublié Madame Freud...
- 1986 :
  - Jacqueline Duchene pour Françoise de Grignan ou le mal d'amour
  - Hubert Nyssen pour Les rois borgnes
- 1987 - Francis Legouais pour Ensemble de son œuvre
- 1988 :
  - Philippe Dumas pour l'ensemble de ses albums
  - Ion Omesco pour Hamlet ou la tentation du possible
  - Jean-Charles Huchet pour L'amour discourtois
  - Marie-Thérèse Jones-Davies pour Shakespeare, le théâtre du monde
  - Madeleine Laval pour Traduction du Chat Murr, de Ernst Hoffmann
- 1989 :
  - Sœur Jeanne D'Arc pour Traduction des Évangiles (Matthieu, Marc, Luc)
  - Daniel Aranjo pour Saint-John Perse et la musique
  - Pierre-Marc de Biasi pour Carnets de travail, de Gustave Flaubert
  - Georges Buis pour Un amour à la légère
  - Marc Lambron pour L'Impromptu de Madrid
  - Khaled Osman pour Traduction de Le Voleur et les chiens et Récits de notre quartier, de Naguib Mahfouz

### Années 1990
- 1990 :
  - Bronisław Baczko pour Comment sortir de la Terreur
  - Janine Chanteur pour De la guerre à la paix
  - Jeanne Parain-Vial pour Gabriel Marcel, un veilleur et un éveilleur
  - Maryvonne Perrot pour Sören Kierkegaard, l'exception
  - Jeannine Verdès-Leroux pour La Lune et le Caudillo
- 1991 - Yves Ledure pour Transcendances
- 1992 - Laurent Thirouin pour Le Hasard et les règles, Le modèle du jeu dans la pensée de Pascal
- 1993 - Jean Brun pour Le Rêve et la Machine
- 1994 :
  - Bernard de Montferrand pour La Vertu des Nations
  - Jean Vague pour L'Aurore sur le gué du Iaboc
- 1995 - François Jullien pour Le Détour et l'Accès. Stratégies du sens en Chine, en Grèce (Grasset)
- 1996 - Jean-Pierre Chaline pour Sociabilité et érudition. Les Sociétés savantes en France (CTHS Éditions)
- 1997 - Florence Burgat pour Animal, mon prochain (Odile Jacob)
- 1998 - Mohamed Kara pour Les Tentations du repli communautaire. Le cas des Fanco-Maghrébins et des enfants de Harkis
- 1999 - Frédéric Serror pour L'Échelle de Monsieur Descartes (Le Pommier)

### Années 2000
- 2000 :
  - Jean-Claude Ameisen pour La Sculpture du vivant (Seuil)
  - Guy Thuillier pour Pour une histoire de la bureaucratie en France
- 2001 - Didier Masseau pour Les ennemis des philosophes. L'antiphilosophie au temps des Lumières (Albin Michel)
- 2002 - Alain Laurent pour La Philosophie libérale (Les Belles Lettres)
- 2003 - Jeanne-Hélène Kaltenbach et Michèle Tribalat pour La République et l'islam (Gallimard)
- 2004 - François de Closets pour Ne dites pas à Dieu ce qu'il doit faire (Seuil)
- 2005 - Georges Vigarello pour Histoire de la beauté (Seuil)
- 2006 - Maxence Caron pour Heidegger. Pensée de l'être et origine de la subjectivité (Éditions du Cerf)
- 2007 - Caroline Eliacheff et Daniel Soulez Larivière pour Le Temps des victimes (Albin Michel)
- 2008 - Jean-Yves Lacroix pour L'Utopia de Thomas More et la tradition platonicienne (Vrin)
- 2009 - Jackie Pigeaud pour Melancholia. Le Malaise de l'individu (Payot)

### Années 2010
- 2010 - Sélim Abou pour De l’identité et du sens. La mondialisation de l’angoisse identitaire et sa signification plurielle
- 2011 - Françoise Waquet pour Respublica academica. Rituels universitaires et genres du savoir (XVIIe – XXIe siècle)
- 2012 - Domenico Canciani pour Simone Weil. Le courage de penser
- 2013 - Laura Bossi pour Les frontières de la mort (Payot)
- 2014 - Jean-Christophe Bardout pour Penser l’existence. L’Existence exposée. Époque médiévale (Vrin)
- 2015 - Jacqueline Lichtenstein pour Les Raisons de l’art. Essais sur les limites de l’esthétique (Gallimard)
- 2016 - François Daguet pour Du politique chez Thomas d'Aquin (Vrin)
- 2017 - Michel Corbin pour La doctrine augustinienne de la Trinité (Le Cerf)
- 2018 - Dan Arbib pour Descartes, la métaphysique et l'infini (PUF)
- 2019 - Florian Michel pour Étienne Gilson. Une biographie intellectuelle et politique

### Années 2020
- 2020 - Johann Chapoutot pour Libres d'obéir. Le management, du nazisme à aujourd'hui (Gallimard)
- 2021 - Dominique Pradelle pour Intuitions et idéalités. Phénoménologie des objets mathématiques
- 2022 - Claude Habib pour La Question trans
- 2024 - Frédéric Berland pour Les logiques de l'absurde. De la dialectique platonicienne aux logiques non classiques